# Surfer (ep)
Surfer is een ep van de Amerikaanse punkband NOFX, uitgebracht op 10 april 2001 door Epitaph Records.
Net als met Fuck the Kids, leerde Fat Mike de band de geschreven nummers pas in de studio. Over het opnemen van elk nummer deden ze ongeveer tien minuten. Het hele album is in twee dagen opgenomen en gemixt. Het is het snelst opgenomen album van NOFX, na Fuck the Kids, dat in anderhalve dag werd opgenomen.
De hele ep stond later op het verzamelalbum 45 or 46 Songs That Weren't Good Enough to Go on Our Other Records, behalve het nummer "Three Shits To The Wind".
De albumcover is een parodie op de albumcover van het Bad Religion album Suffer. Ook is in het vinyl geëtst: "THE MASSES OF HUMANITY HAVE ALWAYS HAD TO SURF", waar bij het Bad Religion album stond "THE MASSES OF HUMANITY HAVE ALWAYS HAD TO SUFFER".
De eerste 500 exemplaren werden gedrukt op blauw vinyl, de anderen op zwart vinyl.

## Nummers

### Kant A
1. "Fun Things To Fuck (If You're a Winner)"
2. "Juice Head"
3. "Three On Speed"
4. "New Happy Birthday Song"
5. "Talking 'Bout Yo Momma"
6. "Party Enema"
7. "Can't Get The Stink Out"

### Kant B
1. "Go To Work Wasted"
2. "Fuck da Kids"
3. "Whoa On The Whoas"
4. "Three Shits To The Wind"
5. "Puke On Cops"
6. "I Gotta Pee"
7. "Totally Fucked"